# Jeux olympiques d'hiver de 1940
Pour les articles homonymes, voir Jeux olympiques de 1940 et Jeux olympiques de Garmisch-Partenkirchen.
Les Jeux olympiques d'hiver de 1940, qui auraient dû être les Ves de l'ère moderne, ne se sont jamais tenus et sont annulés à cause de la Seconde Guerre mondiale.
À l'origine, les Jeux de 1940 sont attribués à la ville de Sapporo au Japon dès juin 1937. Cependant, l'éclatement de la seconde guerre sino-japonaise fait qu'en 1938, le Japon annonce son incapacité à tenir l'événement,,.
Le Comité international olympique (CIO) décide alors de transférer l'organisation de la compétition à la ville de Saint-Moritz en Suisse, hôte des Jeux de 1928, mais des désaccords entre le comité olympique et la fédération suisse ont raison de la décision. En effet, les Suisses insistent pour que les instructeurs de ski ne soient pas considérés comme des professionnels et qu'ils puissent, de ce fait, participer aux compétitions, ce que le comité olympique refuse catégoriquement. Ainsi, Saint-Moritz se désiste à son tour en juin 1938, bien que la ville retrouve les Jeux dès 1948,.
Finalement, les Jeux olympiques sont attribués à Garmisch-Partenkirchen en Allemagne, hôte de l'édition précédente en 1936, 3 mois avant l'éclatement de la Seconde Guerre mondiale, qui entraîne l'annulation définitive des Jeux olympiques d'hiver de 1940, en novembre 1939,.